# 馬勒角
54°41′S 35°55′W / 54.683°S 35.917°W
馬勒角是南極洲的海岬，位於南喬治亞島東岸，是艾里斯灣的東端，由英國南極名稱諮詢委員會命名，以德國探險隊的二副命名。